# Symphoromyia melaena
Symphoromyia melaena är en tvåvingeart som först beskrevs av Johann Wilhelm Meigen 1820.  Symphoromyia melaena ingår i släktet Symphoromyia och familjen snäppflugor. Inga underarter finns listade i Catalogue of Life.